# تنهایی هولناک مکسول سیم
تنهایی هولناک مکسول سیم نهمین رمان نویسنده بریتانیایی جاناتان کو است که اولین بار در ۲۷ می ۲۰۱۰ در بریتانیا منتشر شد. داستان با زاویه نگرش اول شخص روایت می‌شود، در حالی که او ابتدا از استرالیا به خانه اش در واتفورد، انگلستان بازگشته و سپس با هدف بازاریابی برای یک مارک مسواک، به جزایر شتلند سفر می‌کند. داستان شامل روایت‌هایی است که توسط شخصیت‌های دیگر نوشته شده‌اند و تأثیر زیادی بر مکسول سیم می‌گذارند. خودش نیز تحت تأثیر زندگی و مرگ قایقرانی به نام دونالد کروهورست قرار می‌گیرد.
این کتاب بر ترس‌های مشترک انسان‌های دنیای ما تمرکز دارد، دنیایی که باوجود ابزارهای ارتباطی فراوان افراد را روز به روز به انزوا و تنهایی نزدیک تر می‌کند و تناقضات فراوانی را به دنبال می‌آورد. کو در مورد رمانش گفته‌است که داستان کروهورست «به عنوان تمثیلی از تنهایی بازگو می‌شود، و بررسی می‌کند که چگونه پیشرفت‌های فناوری پس از ۱۹۶۸ احساس انزوای ما را افزایش داده‌است».
رابرت اپستاین در روزنامه ایندیپندنت اظهار داشت: «نوشتن چنین طنز روانی نیاز به مهارت واقعی دارد؛ سرعت او در سراسر داستان عالی است و دیالوگ‌های واقع گرایانه و در نتیجه شخصیت‌های باورپذیر را ارائه می‌دهد.» جرمی پکسمن منتقد در نشریه آبزرور می‌نویسد که کو «به نکته جالبی در مورد بریتانیای مدرن توجه کرده و تمثیلی جذاب از آن ساخته‌است».
The Very Private Life of Mister Sim، فیلمی فرانسوی است که بر اساس این رمان به کارگردانی میشل لکلرک و تهیه کنندگی دلانت فیلمز و کاره پروداکشنز در ۱۶ دسامبر ۲۰۱۵ اکران شد.